# A Loki epizódjainak listája
Itt olvashatók a Loki epizódjainak részletei.

## Évados áttekintés
| Évad | Évad | Epizódok | Eredeti sugárzás | Eredeti sugárzás  | Magyar sugárzás  | Magyar sugárzás    |
| Évad | Évad | Epizódok | Évadpremier      | Évadfinálé        | Évadpremier      | Évadfinálé         |
| ---- | ---- | -------- | ---------------- | ----------------- | ---------------- | ------------------ |
|      | 1    | 6        | 2021. június 9.  | 2021. július 14.  | 2022. június 14. | 2022. június 14.   |
|      | 2    | 6        | 2023. október 5. | 2023. november 9. | 2023. október 6. | 2023. november 10. |

## Epizódok

### 1. évad
| Sor. | Év. | Cím                                            | Rendező     | Író                            | Premier                           |
| --- | --- | ---------------------------------------------- | ----------- | ------------------------------ | --------------------------------- |
| 1. | 1.  | Fennkölt cél (Glorious Purpose)                | Kate Herron | Michael Waldron                | 2021. június 9. 2022. június 14.  |
| Miután Loki megszökik a Tesseracttal a Góbi sivatagban találja magát. Szinte azonnal megjelenik a Téridő Variancia Alapítvány (továbbiakban TVA) és elfogják. Bíróság elé állítják, bűnösnek találják és visszaállításra ítélik. Ezt Mobius ügynök megakadályozza és próbálja kihallgatni valójában miért is csinálja a gonoszságait. Megmutatja neki múltját és anyja halálát is. Loki kezdetben nem hiszi el hogy ez valós dolog, de kijátszva az ügynököt és az öröket saját jövőjét is megnézi amiben kiderül számára, hogy meg fog halni Thanos keze által. Mobius segítséget kérne tőle abban hogy elkapják azt az idő szökevényt aki megöli a TVA embereit. Mobius azt állítja ez az illető maga Loki... A záróképen egy csuklyás ismeretlen kiiktat pár TVA ügynököt. |     |                                                |             |                                |                                   |
| 2. | 2.  | A variáns (The Variant)                        | Kate Herron | Elissa Karasik                 | 2021. június 16. 2022. június 14. |
| Loki csatlakozik egy TVA küldetéshez ahol egy újabb tetthelyt vizsgálnak meg 1985-ben. Felfedezik hogy az ismeretlen elvitte egyik társukat. Mobius meggyőzi Renslayer-t, hogy adjon még egy esélyt Lokinak hogy segíthessen elfogni az idegent. A TVA aktái között kutatása során Loki elmélete szerint a variáns Loki apokaliptikus események közelében rejtőzködött egész idő alatt, ahol cselekedeteik nem befolyásolják az idővonalat, mivel az adott helyszín és annak idővonala mindenképp megsemmisül. Ennek bizonyítására Loki és Mobius 79-be utaznak a Pompeii katasztrófa pillanatához és ott Loki felfedi kik ők, de Mobius mégsem kap semmilyen értesítést hogy változott valami az adott idővonalon. Később kiderítik hogy az új rejtekhely egy hurrikán által elpusztított városban van. Loki, Mobius és az ügynökök a 2050-es Alabamába utaznak. A variáns felfigyel rájuk és több helyi lakost és egy ügynököt is megigéz így átvéve felettük az irányítást. Loki szembe kerül vele és elárulja titkát, miszerint az Idő Őreit akarja megbuktatni és a variánst is be akarja szervezni. Az idegen erre nemet mond majd ténylegesen felfedi magátː ő Loki női változata. Az ellopott, idő visszaállító szerkezeteket az idővonal pontjaira küldi számos leágazó idővonalat létrehozva ezzel káoszt teremtve az ügynökségben. A női Loki egy kapun elmenekül, kis hezitálás után Loki is utána megy még mielőtt Mobiusék odaérnének... |     |                                                |             |                                |                                   |
| 3. | 3.  | Lamentis (Lamentis)                            | Kate Herron | Bisha K. Ali                   | 2021. június 23. 2022. június 14. |
| Loki és a női verziója visszamennek a TVA bázisára a kapunk keresztül. A női verzió megpróbál bejutni az Idő Őreihez de összetűzésbe keveredik az őrökkel és Lokival is. Loki egyik pillanatban egy újabb kapun keresztül egy Lamnetis-1 nevű holdra kerülnek 2077-ben. Mint kiderül egy olyan hold amibe hamarosan becsapódik egy bolygó. Egy lakostól megtudják hogy van egy bárka ami az emberek kimenekítésére építettek. Fellógnak egy hajóra de menekülniük kell miután lebuknak a vonaton lévő örök előtt. A bárkához vezető gyalogtúrán a lány elárulja hogy Sylvie-nek hívják. Azt is elárulja Lokinak hogy a TVA dolgozói mind variánsok és nem az Idő Őrei által létrehozott emberek ahogy azt Mobius állította. Megérkeznek a menekülő pontra de a bolygó törmelékei sorra zuhannak a holdra. A bárkára is fel akarnak lógni de még mielőtt odaérnének a holdra zuhanó meteorok elpusztítják a bárkát... |     |                                                |             |                                |                                   |
| 4. | 4.  | A nexusesemény (The Nexus Event)               | Kate Herron | Eric Martin                    | 2021. június 30. 2022. június 14. |
| A Lamentis-1-en Sylvie elmondja Lokinak, hogy gyermekként fogták el először de sikerült megszöknie. Mobius megtudja hogy a C-20as vadász teljesen megőrült Sylvie hatása miatt és meghalt. Loki és Sylvie között romantikus szál alakul ki és ez megnyit egy új idősík leágazását, ezzel a TVA rájuk talál. Mobius mindkettőjüket letartóztatja és Lokit egy időhurok fogságába zárja Siffel (gyerekkorukban Loki levágta Sif haját aki emiatt többször megütötte és ezt kell átélnie újra és újra). A B-15-ös számú vadásznak Sylvie felfedi emlékeit, Mobius pedig ellopja Renslayer időmonitorját (TemPad) ahol megnézi C-20 kihallgatását ahol fény derül az igazságra. Mobius kiszabadítja Lokit a hurok alól, de Renslayer őrökkel érkezik és a férfit lenyesik. Renslayer az Idő Őrei elé vezeti a két variánst de B-15 beavatkozik. Az ügynököket megölik és Renslayer eszméletlen állapotban kerül. Sylvie megtámadja az egyik Időőrt de kiderül hogy ők csak androidok. Nem figyelnek Renslayerre és a nő lenyesi Lokit. Sylvie mégsem öli meg a nőt hanem az a terve hogy kiszed mindent belőle. A stáblista közepén Loki egy ismeretlen helyen ébred, körülvéve négy Loki-változattal, akik arra kérik csatlakozzon hozzájuk. (Klasszikus Loki, Gyerek Loki, Nagyképű Loki, Aligátor Loki). |     |                                                |             |                                |                                   |
| 5. | 5.  | Utazás az ismeretlenbe (Journey Into Mystery)  | Kate Herron | Tom Kauffman                   | 2021. július 7. 2022. június 14.  |
| Renslayer elmondja Sylvie-nek hogy Loki nem halt meg mivel minden lenyesett embert teleportálnak a Veremre, ahonnan nincs visszatérés. A 2 nő arra következtet, hogy aki megalkotta a TVA-t, az a Vermen túl rejtőzik. A TVA Percike kabala hologrammja húzza az időt amíg az őrök megérkeznek és el akarják fogni Sylvie-t. A lány megadás helyett lenyesi magát és a bolygóra kerül. Szinte azonnal egy lila ködfelhő támad rá. Menekülés közben találkozik Mobiusszal. Eközben a többi Loki variáns elmondja Lokinak, hogy az Alioth nevű hatalmas lila felhőszerű lény levadászik és megöl minden életet ami a bolygóra kerül. A Nagyképű Loki elárulja a társait hegy másik Loki csoportnak akinek a vezetője Elnök Loki. Aligátor Loki leharapja az Elnök Loki kezét és elindul a harc a csoport között. Klasszikus Loki segít a többieknek elmenekülni, és végül találkoznak Mobiusszal és Sylvie-vel. Mobius egy korábban lopott TemPad segítségével visszatér a TVA bázisára. Sylvie megpróbálja igézés alá venni Alioth-ot, de addig nem sikerül, amíg Klasszikus Loki Asgard illúziójával el nem tereli a figyelmét ezzel feláldozva magát. Loki és Sylvie együttes erővel sikeresen elvarázsolják Alioth-ot. A felhő szétnyílik ahol meglátnak egy fellegvárat a Vermen túl, és elindulnak felé. |     |                                                |             |                                |                                   |
| 6. | 6.  | Minden időkre. Örökké. (For All Time. Always.) | Kate Herron | Michael Waldron és Eric Martin | 2021. július 14. 2022. június 14. |
| Loki és Sylvie bejutnak a kastélyba ahol Percike fogadja őket és ajánlatot tesz nekik egy ismeretlen nevében miszerint visszatérhetnek az idővonalra és bármit megkaphatnak. Percike az ismeretlent "A megmaradó"-nak nevezi. Ezt az ajánlatot egyikőjük sem fogadja el. Percike az ismeretlen nevében valamiféle üzenetet továbbit Renslayer TemPadjára. Mobius újra összefut a nővel, de lefegyverzi a férfit és távozik egy kapun keresztül azt állítva hogy a "szabad akarat" keresésére indul. B-15 bizonyítja a TVA katonáinak hogy ők tényleg variánsok azzal hogy megmutatja nekik Renslayer változatát aki egy iskolában dolgozik. Loki és Sylvie végre szembekerülnek az ismeretlennel. Sylvie megjegyzi hogy ő "csak egy férfi". "A megmaradó" elmondja Lokinak és Sylvie-nek a történetétː A 31. században "A megmaradó"-nak volt egy tudós változata a Földön, aki rájött hogy léteznek párhuzamos univerzumok. Erre a többi variáns is rájött és kölcsönösen segítették egymás fejlődését mind tudásban mind a technológia terén. Viszont voltak olyan változatok akik nem osztották ezt a békés szemléletet és csak a hódítást látták az új világokban. Ekkor tört ki a háború. Mindennek a végét a legelső variáns akadályozta meg azzal hogy a sok elágazás miatt létrejött lényt felkereste aki el tudja nyelni a teret és az időt. Ő volt Alioth. Tanulmányozta a lényt és felhasználva őt véget vetett a háborúnak. Ezután a férfi védelmezte az idősíkot és figyelt a leágazásokra. Emiatt jött létre a TVA. "A megmaradó" elmondja hogy két lehetőségük van. Az egyik az hogy vegyék át a helyét mert ő már belefáradt ebbe. A másik lehetőség a megölése, amivel megkockáztatják, hogy felbomlik az idővonal és újra elindul a háború. Sylvie hajthatatlan és a férfi halálát akarja míg Loki próbálja lebeszélni erről. Sylvie becsapja Lokit és visszaküldi Lokit a TVA bázisára, majd megöli "A megmaradó"-t. Ezzel a nő szabadjára is engedi a számtalan idővonal leágazását. A központjában Loki figyelmezteti B-15-öt és Mobiust a "A megmaradó" változataira de egyikőjük sem ismeri fel Lokit. A záróképen Loki azt látja hogy az Időőrök szobrát felváltotta "A megmaradó" szobra. A stáblista jelenetei között egy aktát láthatunk amire rápecsételik hogy Loki visszatér a 2. évadban. |     |                                                |             |                                |                                   |

### 2. évad
A 2. évad szintén hat részes lesz. Az epizódokat Eric Martin írja, a rendezők Justin Benson és Aaron Moorhead lesznek.
| Sor. | Év. | Cím                                       | Rendező                         | Író                                                                              | Premier                              |
| --- | --- | ----------------------------------------- | ------------------------------- | -------------------------------------------------------------------------------- | ------------------------------------ |
| 1. | 1.  | Oroborosz (Ouroboros)                     | Justin Benson és Aaron Moorhead | Eric Martin                                                                      | 2023. október 5. 2023. október 6.    |
| Loki rájön, hogy az időben csúszik, miközben megpróbál elmenekülni az Téridő Variancia Alapítvány elől a múltban, és újraegyesülni Mobius M. Mobiusszal a jelenben. Ők ketten találkoznak Orobosz "O.B." TVA ügynökkel, aki arra következtet, hogy Loki "tércsúszásban" van, ami az idővonal-ágak instabilitása miatt bekövetkező jelenség, amit A megmaradó halála okoz. O.B. utasítja Mobiust, hogy közelítse meg a időfonót egy időaura kivonó nevű eszközzel, amellyel Lokit kivenné az időfolyamból. Loki tércsúszik a jövőbe, ahol rövid időre találkozik Sylvie-vel, mielőtt az utolsó lehetséges pillanatban megmentik. Mobius sikeresen kihúzza Lokit az időfolyamból, és ők ketten elindulnak Sylvie keresésére, ahogyan az összes TVA vadásznak parancsot adnak a keresésére. A stáblista közepén Sylvie egy elágazó idővonalba lép az 1982-es Broxtonban, és meglátogat egy McDonald’s éttermet. |     |                                           |                                 |                                                                                  |                                      |
| 2. | 2.  | Keresés (Breaking Brad)                   | Dan DeLeeuw                     | Eric Martin                                                                      | 2023. október 12. 2023. október 13.  |
| Loki, Mobius és B-15-ös vadász megtalálják és elfogják X-5-ös vadászt Londonban, 1977-ben, a Szent Idővonalon, ahol Brad Wolfe filmszínészként él. Kihallgatása során beismeri, hogy elhagyta Dox küldetését, és elárulja Sylvie tartózkodási helyét. A csoport Oklahomába utazik, és egy McDonald's-ban találják meg a nőt. Loki megpróbálja emlékeztetni őt a TVA jövőjében történt utolsó találkozásukra, de a lány nem hajlandó belekeveredni a szervezetbe. Eközben O.B. megpróbálja megjavítani az időfonót, hogy biztonságosan elférjenek benne az elágazó idősíkok, de rájön, hogy nem tud hozzáférni az eltűnt Percika vagy a Megmaradó aurája nélkül. Miután Wolfe kijelenti, hogy a csoport halálos veszélyben van, Sylvie megbűvöli őt, és arra kényszeríti, hogy felfedje Dox tervét az elágazó idősíkok egyidejű megsemmisítésére. Miután Wolfe-ot visszavitték az őrizetbe, Loki, Mobius és Sylvie elfogják Doxot, de ő nagyrészt sikerrel járt, és a legtöbb szövetségese elmenekült. Miközben Casey, a TVA recepciósa a megmaradt elágazó idősíkok egyikén követi nyomon Ravonna Renslayer gazember térképét, Sylvie visszatér a McDonald's-ba, a Megmaradó térképével a birtokában, mivel nem akar tovább részt venni a dologban. |     |                                           |                                 |                                                                                  |                                      |
| 3. | 3.  | 1893 (1893)                               | Kasra Farahani                  | Forgatókönyv: Eric Martin, Kasra Farahani és Jason O'Leary Történet: Eric Martin | 2023. október 19. 2023. október 20.  |
| Percike és Renslayer 1868-ban Chicagoba utazik a Szent Idővonalon, hogy titokban átadják a TVA-kézikönyvet egy fiatal Victor Timelynek, a Megmaradó egyik változatának, aki halála előtt tájékoztatta Peecikét erről a tervről. Ezután 1893-ba utaznak a chicagói világkiállításra ezen az immár elágazó idővonalon, ahol Loki és Mobius érkezik Renslayer térképet követve. Ott látják, hogy Timely bemutatja a fonó prototípusát, majd Timelyt négy csoport üldözi: Loki és Mobius, akik az auráját akarják felhasználni a fonó megjavítására; Renslayer és Percike, akik azt akarják, hogy Timely átvegye a variánsa helyét velük az oldalán; Sylvie, aki meg akarja ölni, hogy megakadályozza a hatalomra jutását; és egy csoport maffiózó, akik neheztelnek rá. Renslayer és Percike jutnak el hozzá először, de Percike féltékenységből elárulja Renslayert. Renslayer, Loki, Mobius és Sylvie végül szembeszállnak Timelyvel. Miután Sylvie sarokba szorítja Timelyt, a férfi meggyőzi őt arról, hogy nem olyan, mint a többi változata, és engedi Lokinak és Mobiusnak, hogy visszavigye őt a TVA-hoz, mielőtt Renslayert és Percikét az Idő végén lévő Citadellába küldi, ahol meglátják a Megmaradó holttestét. Percike elárulja, hogy tud egy titkot Renslayerről. |     |                                           |                                 |                                                                                  |                                      |
| 4. | 4.  | A TVA lelke (Heart of the TVA)            | Justin Benson és Aaron Moorhead | Eric Martin és Katharyn Blair                                                    | 2023. október 26. 2023. október 27.  |
| Percike elárulja, hogy a múltban Renslayer vezette a Megmaradó seregét és azt javasolta, hogy Renslayer vezesse vele együtt a TVA-t, majd Percike kitöröltette Renslayer és más TVA-alkalmazottak emlékeit. Amikor az Időfonó katasztrofális meghibásodáshoz érkezik, Loki és szövetségesei megpróbálják megjavítani a Timely és az Oroborosz átviteli multiplikátorával. Kiderül, hogy Oroborosz tudásának forrása maga Timely, ami predesztinációs paradoxont hoz létre. Renslayer és Percike megpróbálják átvenni a TVA irányítását, és segítségért fordulnak a fogva tartott Wolfe-hoz, Doxhoz és hűséges híveihez. Csak Wolfe hajlandó beleegyezni; Dox és lojálisai inkább azt választják, hogy Percike halálra zúzza őket. Wolfe megmetszi D-90 vadászt és elrabolja Timelyt. A mentőakció megrendezése közben Sylvie és Loki találkozik Loki tércsúszó múltbeli énjével; Loki megmetszi múltbeli énjét. Oroborosz hatástalanítja Percikét és a TVA mágiaelnyomó berendezéseit. Ez lehetővé teszi Sylvie számára, hogy elvarázsolja Wolfe-ot, és irányítsa őt, hogy megmetszhesse Renslayert. Timelyt megmentik, és képes helyreállítani a Időfonóhoz való hozzáférést, de a fonó megnövekedett temporális sugárzása spagettizálja őt, mielőtt elindíthatná a többszörözőt. Az Időfobó felrobban, és a robbanáshullám a TVA felé terjed. |     |                                           |                                 |                                                                                  |                                      |
| 5. | 5.  | Tudományos/fantasztikus (Science/Fiction) | Justin Benson és Aaron Moorhead | Eric Martin                                                                      | 2023. november 2. 2023. november 3.  |
| Loki túléli a robbanást, de mindenki más eltűnik, és a TVA központja elspagettizik. Loki elmenekül, miközben újra elkezd csúszni az idő, és elágazó idősíkokba kerül, ahol barátai, Mobius, B-15 vadász, Casey és O.B. visszaálltak eredeti életükbe, mint Don, Dr. Willis, Frank Morris és Dr. A.D. Doug. Mivel Loki vissza akar térni a robbanás előtti időbe, Doug segítségét kéri. Mivel Loki nem tudja irányítani az időcsúszást, Doug azt javasolja Lokinak, hogy gyűjtsön össze mindenkit, aki jelen volt a robbanáskor, hogy a közös időbeli aurájukkal visszaküldhessék őket a megfelelő helyre és időbe. Doug egy térképet épít egy TVA útmutató könyvből, amit Loki őriz. Lokinak sikerül mindenkit összegyűjtenie Doug műhelyében, kivéve Sylvie-t, aki megőrizte az emlékeit. Sylvie visszautasítja a segítséget, és ráveszi Lokit, hogy bevallja valódi motivációját: vissza akarja kapni a barátait, és fél az egyedülléttől. Amikor Sylvie idővonalában minden spagettivé válik, Loki segítségére siet. Doug műhelye azonban szintén spagettizálódik, ahogy Frank, Doug, Don, Willis és Sylvie is. Loki végül egy személyre összpontosítva kontrollálja az tércsúszását. Kijelentve, hogy "újra tudja írni a történetet", Loki a robbanás előtti időbe csúszik, O.B.-re koncentrálva. |     |                                           |                                 |                                                                                  |                                      |
| 6. | 6.  | Fennkölt cél (Glorious Purpose)           | Justin Benson és Aaron Moorhead | Eric Martin                                                                      | 2023. november 9. 2023. november 10. |
| Loki tércsúszik a szövőszék felrobbanása előtti pillanatba. Hiába próbálkozik, a szövőszék mindig nem képes befogadni a végtelen ágakat. Loki elcsúszik arra a pillanatra, mielőtt Sylvie megöli a Megmaradót, aki elmondja Lokinak, hogy a szövőszék egy biztonsági rendszer; a túlterhelés megvédi a Szent Idővonalat azáltal, hogy a TVA-val együtt törli az elágazásokat. A Megmaradó azt javasolja Lokinak, hogy ölje meg Sylvie-t, hogy megmentse a szövőszéket, amit Loki elutasít. Miután konzultált Mobiusszal és Sylvie-vel az idő különböző pillanataiban, Loki az Idősek helyébe lép a szövőszék megközelítése során. Loki elpusztítja a szövőszéket, mágikusan feléleszti a haldokló idősíkokat, és egy fához hasonló struktúrába rendezi őket, és elkötelezi magát, hogy az Idő végén egyedül felügyeli az ágakat. A TVA elfogadja a növekvő ágakat, és most már nyomon követi a Megmaradó változatait, Mobius pedig arról számol be, hogy az egyik változatot a Föld-616 "szomszédos birodalmában" állították meg. B-15 a TVA egyik vezetője lesz. Oroborosz újra aktiválja az immár barátságos Percikét és új TVA kézikönyvet ír Timely társszerzővel. Az egyik idősíkban Timely 1863-ban nem kapja meg a TVA Kézikönyvet. Renslayer felébred az Ürességben, és meglátja Aliothot. Mobius visszavonul a TVA-tól, miközben találkozik Sylvie-vel, hogy megfigyelje Dont és gyermekeit a Szent Idővonalon. Miután Sylvie távozik, Mobius áll és vár, miközben Loki figyel rá. |     |                                           |                                 |                                                                                  |                                      |